# Asfalt Records
Asfalt Records (читается Асфальт Рекордз) — польский звукозаписывающий лейбл, специализирующийся на рэпе и хип-хопе. Основан в 1998 году Марцином Грабским (пол. Marcin «Tytus» Grabski), который одновременно является и владельцем компании.

## История
Первым альбомом, выпущенным на лейбле, стал «Wilanów... zobacz różnicę» группы «OMP». Релиз состоялся 16 декабря 1998 года. Вскоре артистами лейбла стали «RHX» и «Płomień 81». В июне 1999 года был представлен сингл «Otzafszetu/Oempe» на виниле. Ранее выпуск произведений на таком носителе в Польше почти не производился. В феврале 2001 года был Грабский учредил дочерний лейбл «Teeto Records», входящий в состав «Asfalt Records». Также лейбл сотрудничает с компанией Sony Music Entertainment с 1998 года. В течение работы над альбомами «Lavorama» коллектива «Ortega Cartel» и «Season One» дуэта «The Jonesz» осуществлялось сотрудничество с американским лейблом «Sixteen Pads». Помимо этого с начала 2010-х лейбл активно работает с голландскими коллегами из «Killing Skills», в частности, в 2012 году был организован выпуск совместного альбома «Copycats» Joe Kickass и O.S.T.R..
Самыми успешными в истории «Asfalt Records» оказались альбомы рэпера O.S.T.R.. В 2007 году «HollyŁódź» получил статус золотого. Такой же успех ожидал «Ja tu tylko sprzątam» (2008 год) и  «O.c.b.» (2009 год). Выпущенный в 2010 году Tylko dla dorosłych смог превзойти прошлый успех и стать платиновым диском.
На лейбле организовано собственное вещание радио «Radio Asfalt», реализация продукции (CD, винилы, одежда и др.) происходит через электронный магазин «Asfalt Shop».
С 2007 года лейбл имеет собственный канал на YouTube, куда выкладываются видеоклипы и треки с альбомов некоторых исполнителей. Границу в 1 млн просмотров преодолевали только клипы с участием O.S.T.R.. По состоянию на июнь 2013 года наибольшее число просмотров набрало видео «Wychowani w Polsce» проекта «Tabasko» (более 7,5 млн).

## Артисты
Помимо работы с исполнителями лейбла, «Asfalt Records» проводит организацию некоторых хип-хоп проектов таких как «Project Ostry Emade», совместный альбом O.S.T.R. и Аид «Haos» и концертный тур «Tabasko». В настоящее время артистами лейбла являются:
- Marcin Cichy;
- Emade;
- Dead Man Funk;
- Igor Boxx;
- Medium;
- Modulators;
- Noon;
- O.S.T.R.;
- Rasmentalism;
- Sztigar Bonko;
- The Jonesz;
- Wespół;
- Zorak;

В прошлом лейбл помогал следующим исполнителям, часть из которых — англоязычные:
- Afront;
- Bassisters Orchestra;
- Cadillac Dale;
- Declaime
- Fisz;
- Envee;
- Grand Agent;
- Łona;
- Pablo Hudini;
- Webber;
- Muzykoterapia;
- Ortega Cartel;
- Płomień 81;
- Reps;
- The Returners;
- Skill Mega;
- Stylowa Spółka Społem;
- Witchdoctor Wise;
- Hatbreakers.